# Косанчић (Бојник)
Косанчић је насеље у Србији у општини Бојник у Јабланичком округу. Према попису из 2022. било је 293 становника (према попису из 2002. било је 416 становника).

## Историја
Име је насеље добило по српском средњовековном јунаку Ивану Косанчићу. Ту су се 1880. године населили колонисти Срби из Војводине, на позив српске владе. Село Косанчић је 1901. године било седиште Косанчићке општине у чији су састав још ушла околна села.
Постављен је 1894. године за учитеља Петар Ђаковић. Учитељ ученика сва четири разреда у месту 1896-1898. године је Танасије Јовановић, који је дошао из Дубова. Почела градња школске зграде у Косанчићу 1902. године. Постављен Добривоје Тасић за учитеља у школи 1904. године, иако нема завршни испит. Милутин Здравковић учитељ у Косанчићу је 1906. године тражио премештај у Житни Поток. Село има 1908. године дворазредну мушку основну школу. Отишао из села 1909. године учитељ Димитрије Маринковић у Сијарину. Прешао је 1910. године Лазар Матић из места у Александровац. Учитељица Јелисавета Бранковић је те године била разрешена. Постављена је 1911. године као вршиоц у месној школи учитељица Зорка Бабамовић. Стигао је 1912. године нови учитељ Константин Мирковић из Горње Комарице.
Указом Краља од 25. јуна 1922. године насеље је добило статус варошице.
У Косанчићу је 1929. године отворено треће одељење основне школе.

## Демографија
У насељу Косанчић живи 338 пунолетних становника, а просечна старост становништва износи 44,7 година (42,9 код мушкараца и 46,2 код жена). У насељу има 160 домаћинстава, а просечан број чланова по домаћинству је 2,60.
Ово насеље је углавном насељено Србима (према попису из 2002. године), а у последња три пописа, примећен је пад у броју становника.
|  |

| Демографија | Демографија | Демографија |
| Година      | Становника  | Становника  |
| ----------- | ----------- | ----------- |
| 1948.       | 681         |             |
| 1953.       | 707         |             |
| 1961.       | 674         |             |
| 1971.       | 615         |             |
| 1981.       | 535         |             |
| 1991.       | 430         | 400         |
| 2002.       | 416         | 464         |
| 2011.       | 362         |             |

| Етнички састав према попису из 2002.‍ | Етнички састав према попису из 2002.‍ | Етнички састав према попису из 2002.‍ | Етнички састав према попису из 2002.‍ | Етнички састав према попису из 2002.‍ |
| ------------------------------------ | ------------------------------------ | ------------------------------------ | ------------------------------------ | ------------------------------------ |
|                                      |                                      |                                      |                                      |                                      |
| Срби                                 | Срби                                 |                                      | 357                                  | 85,81%                               |
| Роми                                 | Роми                                 |                                      | 49                                   | 11,77%                               |
| Југословени                          | Југословени                          |                                      | 7                                    | 1,68%                                |
| Црногорци                            | Црногорци                            |                                      | 2                                    | 0,48%                                |
| Македонци                            | Македонци                            |                                      | 1                                    | 0,24%                                |
| непознато                            | непознато                            |                                      | 0                                    | 0,0%                                 |

| Година пописа     | 1948. | 1953. | 1961. | 1971. | 1981. | 1991. | 2002. |
| ----------------- | ----- | ----- | ----- | ----- | ----- | ----- | ----- |
| Број домаћинстава | 150   | 166   | 188   | 184   | 176   | 142   | 160   |

| Број чланова      | 1  | 2  | 3  | 4  | 5  | 6 | 7 | 8 | 9 | 10 и више | Просек |
| ----------------- | -- | -- | -- | -- | -- | - | - | - | - | --------- | ------ |
| Број домаћинстава | 44 | 47 | 24 | 25 | 15 | 4 | 1 | 0 | 0 | 0         | 2,60   |

| Пол    | Укупно | Неожењен/Неудата | Ожењен/Удата | Удовац/Удовица | Разведен/Разведена | Непознато |
| ------ | ------ | ---------------- | ------------ | -------------- | ------------------ | --------- |
| Мушки  | 165    | 41               | 109          | 11             | 3                  | 1         |
| Женски | 187    | 25               | 112          | 46             | 4                  | 0         |
| УКУПНО | 352    | 66               | 221          | 57             | 7                  | 1         |

| Пол    | Укупно                    | Пољопривреда, лов и шумарство | Рибарство                            | Вађење руде и камена | Прерађивачка индустрија       |
| ------ | ------------------------- | ----------------------------- | ------------------------------------ | -------------------- | ----------------------------- |
| Мушки  | 60                        | 30                            | 0                                    | 0                    | 6                             |
| Женски | 38                        | 23                            | 0                                    | 0                    | 2                             |
| УКУПНО | 98                        | 53                            | 0                                    | 0                    | 8                             |
| Пол    | Производња и снабдевање   | Грађевинарство                | Трговина                             | Хотели и ресторани   | Саобраћај, складиштење и везе |
| Мушки  | 0                         | 9                             | 3                                    | 1                    | 2                             |
| Женски | 0                         | 0                             | 2                                    | 0                    | 0                             |
| УКУПНО | 0                         | 9                             | 5                                    | 1                    | 2                             |
| Пол    | Финансијско посредовање   | Некретнине                    | Државна управа и одбрана             | Образовање           | Здравствени и социјални рад   |
| Мушки  | 0                         | 0                             | 3                                    | 4                    | 1                             |
| Женски | 0                         | 0                             | 1                                    | 3                    | 7                             |
| УКУПНО | 0                         | 0                             | 4                                    | 7                    | 8                             |
| Пол    | Остале услужне активности | Приватна домаћинства          | Екстериторијалне организације и тела | Непознато            | Непознато                     |
| Мушки  | 0                         | 0                             | 0                                    | 1                    | 1                             |
| Женски | 0                         | 0                             | 0                                    | 0                    | 0                             |
| УКУПНО | 0                         | 0                             | 0                                    | 1                    | 1                             |